# Cantone di Ambérieu-en-Bugey
Il Cantone di Ambérieu-en-Bugey è una divisione amministrativa dell'arrondissement di Belley con capoluogo Ambérieu-en-Bugey.
A seguito della riforma approvata con decreto del 13 febbraio 2014, che ha avuto attuazione dopo le elezioni dipartimentali del 2015, è passato da 8 a 18 comuni.

## Composizione
Gli 8 comuni facenti parte prima della riforma del 2014 erano:
- L'Abergement-de-Varey
- Ambérieu-en-Bugey
- Ambronay
- Bettant
- Château-Gaillard
- Douvres
- Saint-Denis-en-Bugey
- Saint-Maurice-de-Rémens

Dal 2015 i comuni appartenenti al cantone sono i seguenti 18:
- L'Abergement-de-Varey
- Ambérieu-en-Bugey
- Ambronay
- Ambutrix
- Arandas
- Argis
- Bettant
- Château-Gaillard
- Cleyzieu
- Conand
- Douvres
- Nivollet-Montgriffon
- Oncieu
- Saint-Denis-en-Bugey
- Saint-Maurice-de-Rémens
- Saint-Rambert-en-Bugey
- Torcieu
- Vaux-en-Bugey